# Lundgrenosis
Lundgrenosis is een kevergeslacht uit de familie van de boktorren (Cerambycidae). De wetenschappelijke naam van het geslacht werd voor het eerst geldig gepubliceerd in 1985 door Quentin.

## Soorten
Lundgrenosis is monotypisch en omvat slechts de volgende soort:
- Lundgrenosis squamosa (Lameere, 1912)